# Земляной певун
Земляной певун (лат. Microligea palustris) — вид воробьиных птиц семейства Phaenicophilidae, единственный в роде земляных певунов (Microligea).
Вид распространён на острове Гаити и прилегающих мелких островах (в частности на острове Беата). Как залётный вид встречается на островах Теркс и Кайкос.
Птица длиной 12—14 см. Верхняя часть оливкового цвета. Голова и горло тёмно-серые. Хвост длинный, оливковый. Брюхо белое. Глаза красные.
Птица живёт в лесах различных типов. Встречается в смешанных группах с воробьиными Vireo nanus и Xenoligea montana. Питается насекомыми, которых ищет на земле или в подлеске. Размножение происходит в мае-июне. Чашеобразное гнездо строит среди кустарников на высоте до 1 метра. В кладке 2 яйца.